# Habropoda oraniensis
Habropoda oraniensis är en biart som först beskrevs av Amédée Louis Michel Lepeletier 1841.  Habropoda oraniensis ingår i släktet Habropoda och familjen långtungebin. Inga underarter finns listade i Catalogue of Life.